# Haymarket
Haymarket je ulice v londýnském obvodu Westminster. Vede ze severu od Piccadilly Circus na jih k Pall Mall. V ulici se nachází mnoho prvotřídních restaurací, dvě divadla (Haymarket Theatre a Her Majesty's Theatre), kino a velvyslanectví Nového Zélandu (New Zealand House).
Haymarket je součástí West Endu – oblasti s velkou koncentrací divadel již od 17. století. Queen's Theatre, navržené Johnem Vanburghem, postavené roku 1705 bylo původně určeno pro dramatické umění ale vzhledem ke kvalitní akustice bylo od roku 1710 využíváno pro operu. Původní budova divadla shořela roku 1790 a i další královské divadlo postavené na tomto místě shořelo. Současná budova divadla pochází z roku 1897.
V dřívější době byla ulice Haymarket i centrem prostituce.
Haymarket vede paralelně s Regent Street St James a obě jsou jednosměrné. Zatímco Regent Street St James odvádí provoz z jihu na sever Haymarket je naopak průjezdná ze severu na jih. Obě silnice jsou součástí A4, která spojuje centrum Londýna se západem země.